# Хуан Мария Скувер
Хуан Мария Скувер (Шувер) (на нидерландски: Juan Maria Schuver) е холандски журналист, изследовател на Африка.

## Биография

### Младежки години (1852 – 1881)
Роден е на 26 февруари 1852 година в Амстердам, Нидерландия, в богато търговско семейство. След смъртта на майка му, заедно с баща си, пътува във Франция, Испания, Гърция, Турция, Палестина, Русия, Швеция, Норвегия, Дания, Германия, Белгия и Англия. На 21-годишна възраст става частен кореспондент на холандския вестник „Algemeen Handelsblad“ и пише дописки, в които отразява войната в Испания и Руско-турската война (1877-1878). През 1879 г. баща му умира и му оставя голямо богатство, с което Скувер решава да организира експедиция във вътрешността на Африка. За тази цел си заплаща членството в Британското Кралско географско дружество, където за две години получава необходимите знания за провеждане на топографски и геодезически измервания.

### Експедиционна дейност (1881 – 1883)
През март 1881 г. с малък екип пристига в Хартум и се заема с изследването на граничните райони между Судан и Етиопия. Изследва изворната област на реките Тумат и Дабус (леви притоци на Сини Нил) и река Ябус, съединяваща се с реките Бели Нил и Собат чрез блатото Мачар. От високия вододел между Сини Нил и Собат вижда на юг долината на река Баро (десен приток на Собат).
През 1882 г. изследва района покрай десния бряг на река Абай (Сини Нил) около судано-етиопската граница. Извършва важни исторически и етнографски наблюдения над различните племена, населяващи тези райони. През 1883 г. през Хартум се изкачва по река Бахр ел Газал, където през август загива, прободен от копие след сблъсък с местните племена.
Пътните му записки и събрания картографски материал са публикувани посмъртно под заглавието: „Juan Maria Schuvers Travels in North East Africa, 1880 – 83“, а колекциите, събрани от него,  са изложени в Националния етноложки музей в Лайден.